# 스톤뮤직 엔터테인먼트의 음반
다음은 스톤뮤직 엔터테인먼트의 음반 일람이다.
스톤뮤직 엔터테인먼트는 1994년부터 시작된 CJ의 음악사업부문의 이름으로, 2013년 현재의 이름으로 브랜드가 확정되고, 2017년경 법인 설립으로 주식회사가 되었다가, 2021년 3월부로 폐업하고 연예기획 부문은 계열사인 웨이크원 엔터테인먼트로 이관했다. 
현재 레이블에 소속된 아티스트는 없으며, 협력 관계에 있는 연예기획사의 음반과 CJ ENM에서 제작하는 영상물 사운드트랙 음반 발매에 집중하고 있다. 2021년 3월 이후 발매한 음반은 사운드트랙이 아니면, 발매한 음반의 CD 등에서 레코드 레이블로서 명의가 올라간 음반이다.

## 2000년대
| 날짜            | 아티스트   | 음반                 | 타이틀   | 비고      |
| --------------- | ---------- | -------------------- | -------- | --------- |
| 2007년 6월 8일  | FT아일랜드 | Cheerful Sensibility | 사랑앓이 | 정규 음반 |
| 2008년 4월 24일 | SG 워너비  | My Friend            | 라라라   | 정규 음반 |

## 2010년대
| 날짜             | 아티스트    | 음반                                 | 타이틀                                | 비고        |
| ---------------- | ----------- | ------------------------------------ | ------------------------------------- | ----------- |
| 2017년 12월 22일 | 김영근      | 아랫담길                             | 아랫담길                              | 미니 음반   |
| 2018년 1월 24일  | fromis 9    | To. Heart                            | To Heart                              | 미니 음반   |
| 2018년 1월 25일  | 다비치      | &10                                  | 너 없는 시간들                        | 정규 음반   |
| 2018년 2월 6일   | V/A         | O.S.T - 나쁜 녀석들 : 악의 도시      | ―                                     | 사운드트랙  |
| 2018년 2월 12일  | 로이킴      | 그때 헤어지면 돼                     | 그때 헤어지면 돼                      | 싱글        |
| 2018년 3월 6일   | V/A         | O.S.T - 화유기                       | ―                                     | 사운드트랙  |
| 2018년 3월 8일   | 헤이즈      | 바람                                 | Jenga (feat. 개코)                    | 미니 음반   |
| 2018년 3월 19일  | 워너원      | 0+1=1 (I Promise You)                | 약속해요 부메랑                       | 미니 음반   |
| 2018년 4월 11일  | 에릭남      | HONESTLY                             | 솔직히                                | 미니 음반   |
| 2018년 4월 19일  | 인투잇      | SnapShot                             | SnapShot                              | 싱글        |
| 2018년 5월 10일  | 프로듀스 48 | 내꺼야 (PICK ME)                     | 내꺼야 (PICK ME)                      | 디지털 싱글 |
| 2018년 5월 18일  | V/A         | O.S.T - 나의 아저씨                  | ―                                     | 사운드트랙  |
| 2018년 6월 4일   | 워너원      | 1÷x=1 (UNDIVIDED)                    | 켜줘                                  | 싱글        |
| 2018년 7월 10일  | V/A         | O.S.T - 멈추고 싶은 순간: 어바웃타임 | ―                                     | 사운드트랙  |
| 2018년 7월 26일  | 인투잇      | INTO THE NIGHT FEVER                 | It's U                                | 싱글        |
| 2018년 8월 18일  | V/A         | PRODUCE 48 - 30 Girls 6 Concepts     | ―                                     | 미니 음반   |
| 2018년 9월 1일   | PRODUCE 48  | PRODUCE 48 - FINAL                   | ―                                     | 미니 음반   |
| 2018년 9월 4일   | V/A         | O.S.T - 식샤를 합시다 3 : 비긴즈     | ―                                     | 사운드트랙  |
| 2018년 9월 20일  | V/A         | O.S.T - 아는 와이프                  | ―                                     | 사운드트랙  |
| 2018년 10월 10일 | V/A         | O.S.T - 미스터 션샤인                | ―                                     | 사운드트랙  |
| 2018년 10월 29일 | 아이즈원    | COLOR*IZ                             | 라비앙로즈                            | 미니 음반   |
| 2018년 10월 31일 | V/A         | O.S.T - 백일의 낭군님                | ―                                     | 사운드트랙  |
| 2019년 1월 22일  | V/A         | O.S.T - 알함브라 궁전의 추억         | ―                                     | 사운드트랙  |
| 2019년 1월 28일  | V/A         | O.S.T - 남자친구                     | ―                                     | 사운드트랙  |
| 2019년 2월 18일  | 이미자      | 노래 인생 60년, 나의 노래 60곡       | 내 노래, 내 사랑 그대에게             | 컴필레이션  |
| 2019년 2월 27일  | 강민경      | JUST ME                              | 사랑해서 그래                         | 정규 음반   |
| 2019년 4월 1일   | 아이즈원    | HEART*IZ                             | 비올레타                              | 미니 음반   |
| 2019년 5월 29일  | V/A         | O.S.T - 그녀의 사생활                | ―                                     | 사운드트랙  |
| 2019년 7월 4일   | 김창훈      | 오감                                 | 손                                    | 미니 음반   |
| 2019년 7월 25일  | V/A         | O.S.T - 검색어를 입력하세요 WWW      | ―                                     | 사운드트랙  |
| 2019년 8월 7일   | 인투잇      | Run Away                             | Run Away                              | 싱글        |
| 2019년 8월 16일  | 호우        | 친구는 이제 끝내기로 해              | 친구는 이제 끝내기로 해               | 싱글        |
| 2019년 9월 30일  | V/A         | O.S.T - 멜로가 체질                  | ―                                     | 사운드트랙  |
| 2019년 11월 13일 | 인투잇      | PUZZLE                               | ULLALA: 중독                          | 싱글        |
| 2019년 11월 14일 | 에릭남      | BEFORE WE BEGIN                      | CONGRATULATIONS (FEAT. MARC E. BASSY) | 정규 음반   |
| 2019년 12월 9일  | V/A         | O.S.T - 쌉니다 천리마마트            | ―                                     | 사운드트랙  |
| 2019년 12월 13일 | 김필        | YOURS, SINCERELY                     | Dreamer 변명                          | 정규 음반   |

## 2020년대
| 날짜             | 아티스트    | 음반                                   | 타이틀                                             | 비고          |
| ---------------- | ----------- | -------------------------------------- | -------------------------------------------------- | ------------- |
| 2020년 1월 31일  | 이해리      | From H                                 | 우는 법을 잊어버렸나요                             | 미니 음반     |
| 2020년 2월 17일  | V/A         | O.S.T - 사랑의 불시착                  | ―                                                  | 사운드트랙    |
| 2020년 2월 17일  | 아이즈원    | BLOOM*IZ                               | FIESTA                                             | 정규 음반     |
| 2020년 4월 1일   | TO1         | REASON FOR BEING : 인(仁)              | Magnolia                                           | 미니 음반     |
| 2020년 6월 12일  | V/A         | O.S.T - 더 킹: 영원의 군주             | ―                                                  | 사운드트랙    |
| 2020년 6월 15일  | 아이즈원    | Oneiric Diary (幻想日記)               | 환상동화                                           | 미니 음반     |
| 2020년 6월 16일  | V/A         | O.S.T - 화양연화                       | ―                                                  | 사운드트랙    |
| 2020년 7월 21일  | V/A         | O.S.T - 아는 건 별로 없지만 가족입니다 | ―                                                  | 사운드트랙    |
| 2020년 7월 30일  | 에릭남      | THE OTHER SIDE                         | Paradise                                           | 미니 음반     |
| 2020년 9월 16일  | fromis_9    | My Little Society                      | Feel Good                                          | 미니 음반     |
| 2020년 12월 3일  | V/A         | O.S.T - 구미호뎐                       | ―                                                  | 사운드트랙    |
| 2020년 12월 7일  | 아이즈원    | One-reeler / Act IV                    | Panorama                                           | 미니 음반     |
| 2021년 2월 9일   | V/A         | O.S.T - 여신강림                       | ―                                                  | 사운드트랙    |
| 2021년 3월 26일  | V/A         | Rewind : Blossom                       | 인형                                               | 리메이크 음반 |
| 2021년 3월 29일  | 손호영      | 흘러가는 시간 속에서                   | 흘러가는 시간 속에서                               | 싱글          |
| 2021년 5월 17일  | Fromis 9    | 9 WAY TICKET                           | WE GO                                              | 싱글          |
| 2021년 5월 17일  | V/A         | O.S.T - 오! 주인님                     | ―                                                  | 사운드트랙    |
| 2021년 5월 20일  | TO1         | RE:BORN                                | Son of Beast                                       | 미니 음반     |
| 2021년 6월 3일   | V/A         | O.S.T - 슬기로운 의사생활              | ―                                                  | 사운드트랙    |
| 2021년 8월 5일   | 우진        | The moment : 未成年, a minor           | Ready Now                                          | 미니 음반     |
| 2021년 8월 23일  | 베리베리    | SERIES 'O' [ROUND 2 : HOLE]            | TRIGGER                                            | 미니 음반     |
| 2021년 9월 9일   | 이하이      | 4 ONLY                                 | 빨간 립스틱 (feat. 윤미래)                         | 정규 음반     |
| 2021년 9월 13일  | 에이티즈    | ZERO : FEVER Part.3                    | Eternal Sunshine Deja Vu                           | 미니 음반     |
| 2021년 10월 13일 | 미노이      | In My Room                             | 살랑살랑 Fuxk off                                  | 정규 음반     |
| 2021년 10월 19일 | 던말릭      | PAID IN SEOUL                          | 마천루 (feat. 저스디스) Be a pro 고기반찬          | 정규 음반     |
| 2021년 10월 22일 | 소금        | Precious                               | 컴플렉스 처방전                                    | 정규 음반     |
| 2021년 10월 30일 | V/A         | O.S.T - 유미의 세포들                  | ―                                                  | 사운드트랙    |
| 2021년 11월 24일 | 제미나이    | Inside Out                             | UFO (feat. Seori)                                  | 미니 음반     |
| 2021년 11월 25일 | 트레이드 엘 | Time Table - The Trip                  | 나침반 (feat. 개리) Tango (Feat. CAMO, Ourealgoat) | 미니 음반     |
| 2021년 12월 10일 | 에이티즈    | ZERO : FEVER EPILOGUE                  | 야간비행 멋                                        | 미니 음반     |
| 2021년 12월 22일 | 강혜원      | W                                      | Winter Poem                                        | 싱글          |
| 2022년 1월 10일  | ENHYPN      | DIMENSION : ANSWER                     | Blessed-Cursed                                     | 정규 음반     |
| 2022년 1월 14일  | 온리원오브  | Instinct Part. 2                       | skinz                                              | 미니 음반     |
| 2022년 3월 3일   | 신지        | Always here                            | 바랄게                                             | 미니 음반     |
| 2022년 4월 1일   | 템페스트    | It’s ME, It's WE                       | Bad News                                           | 미니 음반     |
| 2022년 4월 4일   | 아일리원    | Love in Bloom                          | 사랑아 피어라                                      | 싱글          |
| 2022년 4월 4일   | 창모        | UNDERGROUND ROCKSTAR                   | 모래시계 태지                                      | 정규 음반     |
| 2022년 4월 8일   | 차메인      | 26                                     | I'm On My Way 가 임마                              | 정규 음반     |
| 2022년 4월 11일  | EPEX        | 불안의 서 챕터 1. '21세기 소년들'      | 학원歌                                             | 미니 음반     |
| 2022년 4월 18일  | 엘로        | Reality Check                          | Can't Be Happy                                     | 정규 음반     |
| 2022년 4월 27일  | 윤지성      | 미로                                   | BLOOM                                              | 미니 음반     |
| 2022년 5월 25일  | 밴디트      | Re-Original                            | VENOM                                              | 미니 음반     |
| 2024년 3월 26일  | 다비치      | 너의 편이 돼 줄게                      | 너의 편이 돼 줄게                                  | 정규 음반     |